# 碘化汞钾
碘化汞钾（化学式：K2HgI4），也称四碘合汞酸钾、四碘合汞(II)酸钾，是黄色的、有潮解性的晶体，有毒。密度4.25g/cm3，溶于水、乙醇、乙醚和丙酮。碘化汞钾是检验鉴定氨的奈斯勒试剂的主要成分。

## 化学性质
碘化汞钾可以和氯磺酸反应，生成四氯磺酸根合汞(II)酸钾（{\displaystyle {\ce {K2[Hg(SO3Cl)4]}}}）。
0.09mol/L碘化汞钾与2.5mol/L氢氧化钾的混合溶液称为奈斯勒试剂（Nessler试剂、Neßler试剂）或碱性碘化汞钾试液，由Julius Neßler首先使用，与氨作用产生黄色或棕色（高浓度时）沉淀，是鉴定试样中氨的常用试剂。灵敏度大约为0.3μg NH3/2μL。
{\displaystyle {\ce {NH4+ + 2[HgI4]^2- + 4OH- -> HgO*Hg(NH2)I v + 7I- + 3H2O}}}
向热浓氯化汞溶液中加入浓碘化钾溶液，直至产生的碘化汞沉淀全部溶解为止，生成碘化汞钾。过滤，再加入氢氧化钾和少量的氯化汞，冷却、稀释，便得到奈斯勒试剂。

## 用途
- 检验铵根离子。
- 制备四碘合汞(II)酸银(I)：Ag2[HgI4]，在45～50℃由黄色可逆地变为红色[1]。{\displaystyle {\ce {2 AgNO3 + K2[HgI4] -> Ag2[HgI4] v + 2KI}}}

- 制备四碘合汞(II)酸铜(I)：Cu2[HgI4]，在71℃由红色变为黑紫色[1]。{\displaystyle {\ce {2 CuSO4 + K2[HgI4] + SO2 + 2 H2O -> Cu2[HgI4] + K2SO4 + 2 H2SO4}}}